# 9189 Hölderlin
9189 Hölderlin eller 1991 RH41 är en asteroid i huvudbältet som upptäcktes den 10 september 1991 av den tyska astronomen Freimut Börngen vid Tautenburg-observatoriet. Den är uppkallad efter den tyske författaren Friedrich Hölderlin.